# Marvel Spotlight
Marvel Spotlight est le nom de séries de comics édités par Marvel Comics.
Au départ, la première série Marvel Spotlight servait d'essai pour l'introduction de nouveaux personnages entre les années 1971 à 1977. Une deuxième série de 11 numéros est parue en 1979 et 1980 avec des personnages déjà existants. En 2006, Marvel Comics utilise de nouveau ce nom pour un contenu différent : des entrevues d'auteurs, des articles liés à la sortie de films sur des personnages, ou sur des événements comme des nouvelles séries de comics ou des changements d'auteurs. Enfin, de 2010 à 2011, une quatrième série de numéros sont parus suivant le même principe d'entrevues ou d'annonces promotionnelles pour les films ou de nouvelles séries de bande dessinées.

## Historique de publication
La première série a commencé avec le personnage Red Wolf. Plusieurs autres personnages qui sont parus ont ensuite eu droit à leur propre série régulière. Werewolf by Night, Ghost Rider, Hellstorm, Le Fils de Satan, et Spider-Woman.
La seconde série avait pour centre Captain Marvel, puis d'autres y ont fait leur apparition ou ré-apparition.
À partir de février 2006, Marvel Spotlight est devenu un magazine-comics, contenant des interviews et des renseignements sur divers créateurs (scénaristes et dessinateurs) de la firme. La lumière (spotlight = projecteur) pouvant être mise sur des projets plus particuliers : La Tour Sombre de Stephen King (no 14 en mars 2007) adaptée en bande dessinée par Marvel Comics.
De 2010 à 2011, la dernière série à ce jour contenait elle aussi des renseignements sur les comics en cours (Fear Itself, Spider-Island), des nouveautés (X-Men, Avengers) ou des sorties de films (Iron Man, Captain America, Thor).

## Publications

### Volume 1 (novembre 1971 à avril 1977): 33 numéros
Les personnages Werewolf by Night (Loup-Garou la nuit), Ghost Rider (Cavalier Fantôme) et Son of Satan (Le Fils de Satan) ont commencé leur carrière continuant ensuite dans leur propres séries. D'autres, Scarecrow (L'épouvantail), Sub-Mariner (Namor), Moon Knight (le Chevalier de la Lune), Warrior Three (Les Trois Guerriers), Nick Fury, Spider-Woman, Deathlok et Devil Slayer ont fait des apparitions ou ré-apparitions sans être liés à un comics à leur nom dans les mêmes temps.
- Red Wolf no 1
- Werewolf by Night no 2-4
- Ghost Rider no 5-11
- Son of Satan no 12-24
- Sinbad no 25
- Scarecrow no 26
- Sub-Mariner no 27
- Moon Knight no 28-29
- Warrior Three no 30
- Nick Fury no 31
- Spider-Woman no 32
- Deathlok et Devil Slayer no 33

### Volume 2 (juillet 1979 à mars 1981): 11 numéros
La seconde mouture de la série a vécu moins longtemps : D'abord en continuant les aventures de Captain Marvel dont la série régulière s'était arrêtée, puis avec des histoires courtes.
- Captain Marvel no 1-4, 8
- Dragon Lord no 5-6
- Star-Lord no 7
- Captain Universe no 9-11

Un numéro spécial est sorti en novembre 1982 reprenant l'adaptation du film Raiders of the Lost Ark sous le titre : Marvel Movie Spotlight Featuring Raiders of the Lost Ark (En français, Indiana Jones : Les aventuriers de l'Arche Perdue) n'a pas été publié.

### Volume 3 (février 2006 à décembre 2009): 44 numéros
Cette série n'est pas numérotée de 1 à 44, mais chaque numéro est paru comme un numéro unique. Cependant, ils sont sortis mensuellement chez Marvel comme une série régulière.
- Auteurs, créateurs et dessinateurs : no 1-10, 12, 26
- Personnages, comics, films, annonces de sorties : Tous les autres numéros.

### Volume 4 (avril 2010 à octobre 2011): 9 numéros
Les différents comics sont parus soit sous le nom Spotlight on, soit le nom du personnage + Spotlight, ou enfin Spotlight Interview. Suivant le même principe du volume 3 nommé no 1 à chaque fois.
- Avril 2010 : Iron Man II (film)
- Juillet 2010 : Avengers (séries Avengers, Avengers Academy, secret Avengers, New Avengers)
- Janvier 2011 : X-Men (Les mutants face aux vampires de Dracula)
- Mai 2011 : Thor (film)
- Juin 2011 : Événement Marvel de l'année Fear Itself, où toutes les séries sont impliquées
- Juillet 2011 : X-Men (autour des séries X-Men, X-Force et X-Factor)
- Juillet 2011 : Captain America (film)
- Septembre 2011 : Spider-Island (croisé entre plusieurs séries autour de Spider-Man)
- Octobre 2011 : Punisher, Moon Knight et Daredevil

### Publication en français
- Volume 1 : La plupart de ces aventures sont parues en français dans diverses publications (Étranges Aventures, Nova, Strange Spécial Origines, Thor, Eclipso, Dracula, Satan, Vengeur, Frankenstein) en format pocket et comics par les éditeurs Artima/Arédit et Lug.
- Volume 2 : Seuls Captain Marvel chez Lug et Star-Lord chez Artima sont traduits en français.
- Volume 3 : Aucune traduction en français si ce n'est des bouts d'interview sporadiques.
- Volume  4 : Essentiellement des articles sur les auteurs et séries ou évènements des titres (films, nouvelle séries). Les histoires concernant les event ou cross-over sont parues en France dans les titres correspondants.

## Label télévision

Logo du label Marvel Spotlight.

Marvel Spotlight est une initiative visant à présenter des projets individuels, tous caractérisés par leur approche narrative fondée sur les personnages.

### Séries
- Echo
- Daredevil: Born Again
- Wonder Man